# District de Shimajiri

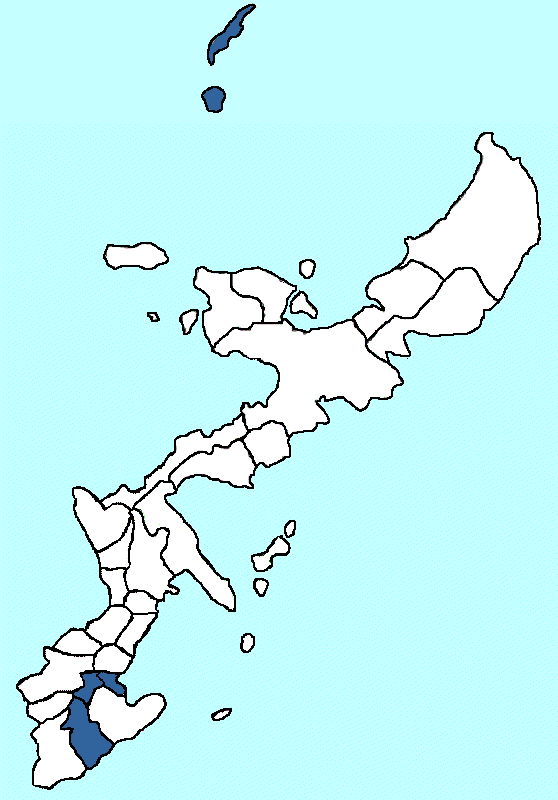
Localisation du district de Shimajiri dans la préfecture d'Okinawa.

Le district de Shimajiri (島尻郡, Shimajiri-gun) est un district situé dans la préfecture d'Okinawa, au Japon.

## Géographie
Le district administre une partie de l'archipel d'Okinawa (dont une partie de l'île d'Okinawa), ainsi que l'archipel Kerama et l'archipel Daitō.

### Divisions administratives
Le district est composé de quatre bourgs et huit villages administrant diverses îles (ci-dessous les îles habitées) :
- le bourg de Haebaru sur Okinawa (archipel Okinawa),
- le bourg de Yaese sur Okinawa,
- le bourg de Yonabaru sur Okinawa,
- le bourg de Kumejima sur Kume-jima, Ō-jima et Ōha-jima (archipel Okinawa) : 8 300 habitants en 2010,
- le village d'Aguni sur Aguni-jima (archipel Okinawa) : 900 habitants,
- le village d'Iheya sur Iheya-jima (archipel Okinawa) : 1 400 habitants,
- le village d'Izena sur Izena-jima (archipel Okinawa) : 1 500 habitants,
- le village de Tonaki sur Tonaki-shima (archipel Okinawa) : 500 habitants,
- le village de Tokashiki sur Tokashiki-jima et Mae-shima (archipel Kerama) : 705 habitants en 2012,
- le village de Zamami sur Zamami-jima, Aka-jima et Geruma-jima (archipel Kerama) : 898 habitants en 2012,
- le village de Kitadaitō sur Kitadaitō-jima (archipel Daitō) : 524 habitants en 2012[1],
- le village de Minamidaitō sur Minamidaitō-jima (archipel Daitō) : 1 263 habitants en 2012[1].

## Histoire
Le 1er avril 2002, les villages de Gushikawa et de Nakazato fusionnent pour former le bourg de Kume-jima. Le 1er janvier 2006, les villages de Kochinda et de Gushikami fusionnent pour former le bourg de Yaese. Le même jour, les villages de Chinen, Tamagusuku, Sashiki et Ōzato fusionnent pour former la ville de Nanjō, qui quitte le district.